# 2,2-Dimetil-hexano
2,2-Dimetil-hexano ou neo-octano é um isômero ramificado do octano.